# Penafiel (freguesia)
A Freguesia de Penafiel, com sede na cidade que lhe deu o nome, é uma freguesia portuguesa do Município de Penafiel com 22,52 km² de área e 15 676 habitantes (censo de 2021), tendo, por isso, uma densidade populacional de 696,1 hab./km².

## História
Até ao reinado de D. José I esta povoação era chamada Arrifana de Sousa, tendo em 3 de março de 1770 sido elevada à categoria cidade e o seu nome sido alterado para a atual designação.
Em 2013, no âmbito de uma reforma administrativa nacional, foi-lhe anexado o território das então extintas freguesias de Novelas, Milhundos, Santa Marta, Marecos e Santiago de Subarrifana.

## Demografia
A população registada nos censos foi:
Nota: De 1911 a 1930 a freguesia de Penafiel tinha a freguesia de Santiago de Subarrifana anexada. Pelo decreto-lei nº 23.632, de 6/3/1934, passaram a ser freguesias autónomas.
| Distribuição da População por Grupos Etários | Distribuição da População por Grupos Etários | Distribuição da População por Grupos Etários | Distribuição da População por Grupos Etários | Distribuição da População por Grupos Etários | Distribuição da População por Grupos Etários |
| -------------------------------------------- | -------------------------------------------- | -------------------------------------------- | -------------------------------------------- | -------------------------------------------- | -------------------------------------------- |
| Antes da agregação                           |                                              |                                              |                                              |                                              |                                              |
| Ano                                          | 0-14 anos                                    | 15-24 anos                                   | 25-64 anos                                   | >= 65 anos                                   | Total                                        |
| 2001                                         | 2738                                         | 2302                                         | 7862                                         | 1751                                         | 14653                                        |
| 2011                                         | 2501                                         | 1983                                         | 9020                                         | 2207                                         | 15711                                        |
| Após a agregação                             |                                              |                                              |                                              |                                              |                                              |
| Ano                                          | 0-14 anos                                    | 15-24 anos                                   | 25-64 anos                                   | >= 65 anos                                   | Total                                        |
| 2021                                         | 2088                                         | 1696                                         | 8867                                         | 3025                                         | 15676                                        |

## Infraestruturas

### Cultura
A cidade de Penafiel possui um museu, o Museu Municipal de Penafiel. É uma obra do arquiteto Fernando Távora, que faleceu em 2005, e que foi acabada pelo seu filho José Bernardo Távora. Foi inaugurado a 24 de março de 2009 pelo Presidente da República Cavaco Silva e pelo então Presidente da Câmara Municipal Alberto Santos. No ano de 2010 foi considerado o melhor museu em Portugal e já recebeu vários prémios internacionais.[carece de fontes?]
A Igreja da Misericórdia de Penafiel, no centro histórico da cidade, conta com um Museu de Arte Sacra.
Junto à Igreja Matriz de Penafiel encontra-se o Recreatório Paroquial de Penafiel, que em 2021 foi reaberto após obras de requalificação, e tem capacidade para 70 lugares.
Está a ser construído, na zona de Puços, o Ponto C - Cultura e Criatividade, um espaço que irá ter uma sala de espetáculos com capacidade para 400 pessoas. Na zona envolvente haverá uma zona multiusos que contemplará zonas verdes, um anfiteatro natural e zonas de lazer.
A Biblioteca Municipal de Penafiel encontra-se junto ao Jardim do Calvário.

### Educação
Junto ao centro histórico da cidade situa-se o Centro Escolar de Penafiel, utilizado por crianças do infantário e 1º ciclo.
A nível do ensino superior Penafiel tem dois edifícios para duas instituições para acolher instituições deste nível de educação: um que acolhe o ISCE Douro, na Avenida José Júlio, e outro que acolhe a CESPU, na Rua do Paço.
Está programada a construção de uma residência universitária no centro história da cidade de Penafiel com a capacidade para acolher 32 estudantes. Esta residência está inserida no Plano de Recuperação e Resiliência, terá um custo aproximado de um 1 milhão de euros e espera-se a sua conclusão em 2024.

### Desporto
O Estádio Municipal 25 de Abril, propriedade da Câmara Municipal de Penafiel, é normalmente utilizado pelo FC Penafiel. Nas suas traseiras dispõe de um campo de treinos em relva natural e de um campo sintético (usado por norma pelas equipas de formação de futebol do FC Penafiel).
Junto ao Estádio encontra-se o Pavilhão Muncipal Fernanda Ribeiro, utilizado para saraus e modalidades desportivas de pavilhão.

## Património
- Igreja de São Martinho ou Igreja Paroquial de Penafiel
- Janela da Reboleira
- Pelourinho de Penafiel
- Túmulo do Monte de São Roque
- Igreja da Misericórdia de Penafiel

## Personalidades
- Conde de Penafiel e Marquês de Penafiel
- Joaquim de Araújo (Penafiel, 16 de julho de 1858 – Sintra, a 11 de maio de 1917) - poeta
- António Ferreira Gomes (Milhundos, 10 de maio de 1906 – Valongo, 13 de abril de 1989) - religioso, bispo do Porto
- António Oliveira (Penafiel, 10 de junho de 1952) - ex-futebolista, ex-treinador e ex-selecionador nacional de futebol de Portugal
- Fernanda Ribeiro (Penafiel, 23 de junho de 1969) - atleta, medalha de ouro nos Jogos Olímpicos de Atlanta nos 10 mil metros
- Joaquim Santos (Penafiel, 9 de junho de 1952 - 18 Março 2024) - piloto de rallys
- José Fonte (Penafiel, 22 de dezembro de 1983) - futebolista
- Abel Ferreira (Penafiel, 22 de dezembro de 1978) - futebolista e treinador
- Martinho Silva (Penafiel, 15 de janeiro de 1979) - ator

## Desporto
O FC Penafiel, fundado em 1951 é o clube que melhor representa a cidade de Penafiel em termos de futebol estando atualmente na Segunda Liga. O clube conta ainda com as secções de atletismo e pesca.
Tem ainda o Clube de Basquetebol de Penafiel que actua na Liga Portuguesa de Basquetebol.
Penafiel ainda conta com a Associação Desportiva de Penafiel (ADP) onde enverga varias modalidades: futsal, natação, patinagem, hóquei em patins, polo aquático, voleibol, andebol e kickboxing.
Em Penafiel existe também o Hóquei Clube de Penafiel, clube de hóquei em patins.

## Festas e Romarias
- S. Martinho
- Corpo de Deus
- S. Roque